# 莱姆弗尔德
莱姆弗尔德是德国下萨克森州的一个市镇。总面积6.95平方公里，总人口2849人，其中男性1323人，女性1526人（2011年12月31日），人口密度410人/平方公里。